# Ksar Iguerrouane
Ksar Iguerrouane (en arabe : قصر إيڭروان) est un village fortifié dans la province de Midelt, région de Draa-Tafilalet au Maroc .